# Iván Helguera
Iván Helguera (født 28. marts 1975 i Santander) er en tidligere spansk fodboldspiller, der i sin aktive karriere spillede i klubber som Real Madrid, Valencia og Espanyol. 
Han spillede enten i det centrale forsvar eller som defensiv midtbane, hvor han kunne gøre brug af sine defensive såvel som offensive kvaliteter. Hans største klub var Real Madrid - han var en meget betydningsfuld spiller - og så Valencia, som han spillede for i starten af sin professionelle karriere. 
På det spanske fodboldlandshold spillede han næsten 50 kampe. Helguera var med til verdensmesterskabet i fodbold 2002 og desuden var han med til to europamesterskaber. 

## Klubkarriere
Født i Santander, Helguera starterede sin professionelle karriere hos Manchego og Albacete. 
I 1999 skiftede han til den spanske storklub, Real Madrid, hvor han fik over 200 kampe og var en stor, betydningsfuld spiller. Helguera fik flere triumfer i sin tid i klubben - allerede i første sæson fik de mesterskabet - og ligeledes i sin anden sæson. 
Efter otte år i Real Madrid, skiftede han til den ligeledes spanske klub, Valencia. I Valencia spillede han kun i en enkelt sæson. I denne sæson fik han scoret et enkelt mål i 25 kampe.

## International karriere
Det var i tiden hos Real Madrid, at Helguera fik sin debut, og hans gennembrud. Hans sidste år på landsholdet var i 2004. Lidt under 50 kampe blev det til på seks år, og dertil tre mål. 

### Internationale mål
| #  | Dato           | Placering                          | Modstander    | Score | Resultat | I hvilken sammenhæng                            |
| -- | -------------- | ---------------------------------- | ------------- | ----- | -------- | ----------------------------------------------- |
| 1. | 24. marts 2001 | José Rico Pérez, Alicante, Spanien | Liechtenstein | 1–0   | 5–0      | VM i fodbold 2002 Kvalifikation                 |
| 2. | 28. marts 2001 | Mestalla, Valencia, Spanien        | Frankrig      | 1–0   | 2–1      | Venskabskamp                                    |
| 3. | 2. april 2003  | Reino de León, León Spanien        | Armenien      | 2–0   | 3–0      | Europamesterskabet i fodbold 2004 Kvalifikation |

## Honours
Real Madrid
- Intercontinental Cup: 2002
- UEFA Champions League: 1999–2000, 2001–02
- UEFA Super Cup: 2002
- La Liga: 2000–01, 2002–03, 2006–07
- Spansk Supercup: 2001, 2003

Valencia
- Copa del Rey: 2007–08